# Plano de paz de Fahd
O Plano de Paz de Fahd, também conhecido como Iniciativa de Paz de Fahd e posteriormente Iniciativa Fez, foi uma proposta de paz apresentada pelo então príncipe herdeiro Fahd da Arábia Saudita em 1981 e oficialmente submetida durante a cúpula da Liga Árabe na cidade de Fez, no Marrocos, em novembro daquele ano.
Possivelmente a primeira tentativa de resolver o conflito após o Tratado de Paz entre Egito e Israel em 1979, a iniciativa foi projetada para resolver o conflito árabe-israelense e estabelecer uma paz duradoura na região.
Composto por uma proposta de oito pontos, o plano sugeriu que "todos os estados da região deveriam poder viver em paz na região". Entre suas disposições, incluía a retirada de Israel de "todo o território árabe ocupado em 1967", incluindo Jerusalém Árabe, a desmantelação dos assentamentos israelenses construídos em "terra árabe" após 1967, uma "garantia de liberdade de culto para todas as religiões nos lugares sagrados", uma "afirmação do direito do povo árabe palestino de retornar às suas casas e compensação para aqueles que não desejam retornar", e a criação de um "Estado Palestino independente" com Jerusalém como sua capital e colocando a Cisjordânia e a Faixa de Gaza sob os "auspícios das Nações Unidas por um período não superior a vários meses".

## Plano de Paz de Oito Pontos
Os pontos do Plano de Paz de Fahd:
1. Israel deve se retirar de todo o território árabe ocupado em 1967, incluindo Jerusalém Árabe.
2. Os assentamentos israelenses construídos em terras árabes após 1967 devem ser desmantelados, incluindo aqueles em Jerusalém Árabe.
3. Garantia de liberdade de culto para todas as religiões nos Lugares Sagrados.
4. Afirmação do direito do povo árabe palestino de retornar às suas casas e compensação para aqueles que não desejam retornar.
5. A Cisjordânia e a Faixa de Gaza devem ter um período de transição sob os auspícios das Nações Unidas por um período não superior a vários meses.
6. Deve ser estabelecido um Estado Palestino independente com Jerusalém como sua capital.
7. Todos os Estados da região devem poder viver em paz na região.
8. As Nações Unidas ou os Estados-Membros das Nações Unidas devem garantir a implementação dessas disposições.

## Apresentação e Reações
O Plano de Paz de Fahd foi apresentado na 8ª cúpula da Liga Árabe em Fez, Marrocos, em novembro de 1981, e provocou desacordos entre as partes. Somente nas sessões da 12ª cúpula da organização, realizada novamente em Fez em setembro de 1982, que a proposta foi endossada como a Iniciativa de Fez, após ter incluído uma referência à Organização para a Libertação da Palestina, e passou a ser a posição oficial dos Estados árabes em relação ao conflito.
No entanto, o governo israelense na época, liderado por Menachem Begin, não aceitou o plano e rejeitou suas disposições.
Apesar disso, o Plano de Paz árabe estabeleceu uma base para discussões posteriores sobre a paz no Oriente Médio e influenciou outras iniciativas de paz na região, como a Iniciativa de Paz Árabe de 2002, que também visava a uma solução abrangente para o conflito israelense-palestino.